# Igreja Alemã de Gotemburgo
A Igreja Alemã (em sueco:  Tyska kyrkan), oficialmente chamada Igreja de Cristina (Christinæ kyrka) é uma igreja luterana situada no centro histórico da cidade sueca de Gotemburgo, a um quarteirão de distância da Praça Gustaf Adolfs torg, o centro político e administrativo da cidade.
Está localizada na rua Norra Hamngatan, junto ao Grande Canal de Gotemburgo (Stora Hamnkanalen). Foi edificada em tijolo amarelado, com o seu corpo principal em estilo clássico, e a sua torre em rococó. Foi construída originariamente em 1648, mas foi destruída pelo fogo em 1669 e 1746, tendo sido inaugurada na sua forma atual em 1748. Recebeu o seu nome em referência à então princesa Cristina, filha do rei Gustavo II Adolfo. Os seus 42 sinos tocam diariamente às 8, 12, 15 e 18 horas. Aos domingos, a missa é celebrada em alemão.